# مؤسسه کشورداری مسئولانه کویینسی
مؤسسه کشورداری مسئولانه کویینسی (انگلیسی: Quincy Institute for Responsible Statecraft) اندیشکده آمریکایی تأسیس شده در سال ۲۰۱۹ و واقع شده در واشینگتن دی سی است. این اندیشکده مروج ایده‌هایی است که «سیاست خارجی آمریکا را از جنگ‌های بی پایان به سوی دیپلماسی نیرومند در جستجوی صلح بین‌المللی سوق می‌دهند.»

## پیشینه
بودجه اولیه این گروه که رسماً در نوامبر ۲۰۱۹ راه اندازی شده شامل نیم میلیون دلار از بنیاد سوروس (جرج سوروس) و بنیاد کوک (چارلز جی. کوک) است.
این مؤسسه به افتخار جان کوینزی آدامز، که در مقام وزیر امور خارجه در یک سخنرانی در سال ۱۸۲۱ گفت که آمریکا «نباید در جستجوی هیولاهایی که بخواهد نابود کند به خارج برود» جهت گیری آن واقع‌گرایانه توصیف شده است.

## مؤسسین
- اندرو بیسیوچ، رئیس
- ایلای کلیفتن
- سوزن دی‌مگیو، رئیس هیئت مدیره
- تریتا پارسی، نایب رئیس اجرایی
- استیون ورتهایم، به جنگ‌های بی‌پایان خاتمه دهید، اداره‌کننده برنامه

## برای مطالعهٔ بیشتر
- David Klion, "Go Not Abroad in Search of Monsters: The Quincy Institute, a new DC think tank, will fight the Blob at home while advocating restraint overseas", نیشن, vol. 309, no. 3 (August 12 / 19, 2019), pp. 18–21.